# های‌وب
داده‌گستر عصر نوین با نام تجاری ثبت شدهٔ «های‌وب» یک رسانندهٔ خدمات اینترنتی است که دفتر مرکزی آن در تهران، پایتخت ایران قرار دارد.
های‌وب به عنوان دارندهٔ پروانه ایجاد و بهره‌برداری از شبکه ارتباطات ثابت (FCP) به عنوان یکی از شرکت‌های فناوری اطلاعات و ارتباطات در ایران به مشتریان خدمت‌رسانی می‌کند.

## پیشینه
شرکت داده گستر عصر نوین، به عنوان یکی از شرکت‌های وابسته به سازمان گسترش و نوسازی صنایع ایران، در سال ۱۳۸۲خ کارش را در زمینه دسترسی به اینترنت و اینترانت در ایران آغاز نمود. با واگذاری این شرکت به بخش خصوصی در سال ۱۳۸۸، فعالیت‌های خود را گسترش داد و اکنون در بیشتر استان‌های ایران و در بیش از ۸۰۰ مرکز مخابراتی، سرویس‌های مختلف شبکه (ADSL, VPN, Broadband, VOIP, Dial Up,...) را ارائه می‌نماید. اکنون، شرکت «های‌وب» با بیش از ۸۰۰ نفر نیروی انسانی با شبکه یکپارچه کشوری از راه دفترهای استانی و در نزدیک به ۸۰۰ کانون مخابراتی، شهرها و مناطق گوناگون ایران را زیر پوشش قرار داده‌است.

### خرید پارس آنلاین
های‌وب در ۸ آبان ۱۳۹۶ در یک پیمان با پارس آنلاین توانست جهت خریداری همه سهام این شرکت به توافق برسد. قرار بر این بود تا پایان سال ۹۶ همه سهام و تجهیزات شرکت پارس آنلاین به‌طور کامل به شرکت های‌وب منتقل شود که پیرو آگاهی‌رسانی ۱۳۹۸/۰۳/۲۱ سامانه کدال و همچنین بند ۴ نامه شماره ۹۸/۴۵۲۰ در تاریخ ۱۳۹۸/۰۳/۲۱ این شرکت، انتقال سهام شرکت پارسان لين (پارس آنلاين) به صورت قطعی انجام پذیرفته‌است.

## سرویس‌ها
مهم‌ترین خدمات «های‌وب» عبارتند از:
- ارائه خدمات گسترده دسترسی به اینترنت پرسرعت (ADSL2+)[۸]
- اینترنت بر بستر فیبر نوری[۹]
- ارائه خدمات اینترنت بی‌سیم (Wireless)[۱۰]
- ارائه خدمات اینترنت قطع
- ارائه خدمات پهنای باند اینترنت و اینترانت[۱۱][۱۲]
- ارائه شبکه اختصاصی مجازی شهری، بین شهری و بین استانی[۱۳]
- ارائه خدمات مکالمه تلفنی بین‌المللی[۱۴]
- ارائه خدمات اینترنت وایمکس (ویژه استان گلستان)[۱۵]
- ارائه خدمات مرکز داده‌ها همچون میزبانی وب، اشتراک فضا، سرور اختصاصی

### دیگر سرویس‌ها

#### اینترنت 4G در روستاها
طرح خدمات عمومی اجباری روستایی (USO) باهدف ارائه خدمات دسترسی به اینترنت پرسرعت در روستاهای سراسر کشور به کارفرمایی وزارت ارتباطات و فناوری اطلاعات تعریف‌شده‌است. «کنسرسیوم های‌وب - آواسل» در این پروژه ملی بیش از ۲۵۰۰۰ روستا را تحت پوشش اینترنت پرسرعت بر بستر فناوری 4G قرار خواهد داد.
طی قراردادی فی‌مابین این شرکت و وزارت ارتباطات و فناوری اطلاعات، انحصار ارائه اینترنت روستایی به ۲۵۰۰۰ روستا به مدت ۱۰ سال در اختیار شرکت های‌وب قرار دارد. این امتیاز از طریق یک مناقصه در اسفندماه ۹۳ به های‌وب واگذار شده‌است.

## پروانه‌ها
- پروانه ایجاد و بهره‌برداری از شبکه ارتباطات ثابت (FCP)
- پروانه ندا (PAP)[۱۹]
- پروانه پخش خدمات اینترنتی (ISDP)[۲۰]
- پروانه ارائه خدمات ارتباطات بی‌سیم مبتنی بر فناوری WIMAX (با نام مجتمع رایانه دانش گلستان)[۲۱]
- نخستین پروانه رادیو ترانک همگانی (با نام شرکت خدمات جامع آوای ارتباطات نوین خاورمیانه - آواسل)[۲۲][۲۳][۲۴][۲۵]